# Arrocho salarial
Arrocho salarial é a consequência de uma política salarial cujos reajustes não acompanham a inflação. Pode ocorrer como política de governo ou decorrente da livre negociação entre empresas e trabalhadores. Pode atingir tanto o salário mínimo de um país como os salários acima dele.
Não é incomum alguns governos adotarem o arrocho salarial para poder atrair empresas estrangeiras devido à mão-de-obra barata.
Exemplos de governos que possuem ou possuíram arrocho salarial em seu programa são o dos Estados Unidos durante a década de 1920, o governo da ditadura militar brasileira e posteriormente o Governo José Sarney.
Entre 1964 e 1985, durante a época da ditadura militar, o salário mínimo perdeu mais de 50% do seu valor real, o que ajudou a aumentar a desigualdade social.
Durante o governo FHC e o primeiro mandato de Lula, políticas de valorização progressiva do salário mínimo no Brasil foram adotadas por Leis.

## Etimologia
Arrochos são pedaços de pau usados para torcer panos ou cordas com o objetivo de aumentar a tensão entre dois extremos.